# بوران بنت محمد
بوران بنت محمد بن الشحنة الحنفي (861 هـ - 938 هـ) شاعرة فاضلة من أهل حلب. طالعت الكتب ونسختها، ونظمت ونثرت، وحجت مرتين وتوفيت في حلب.